# Hahnenkrähe

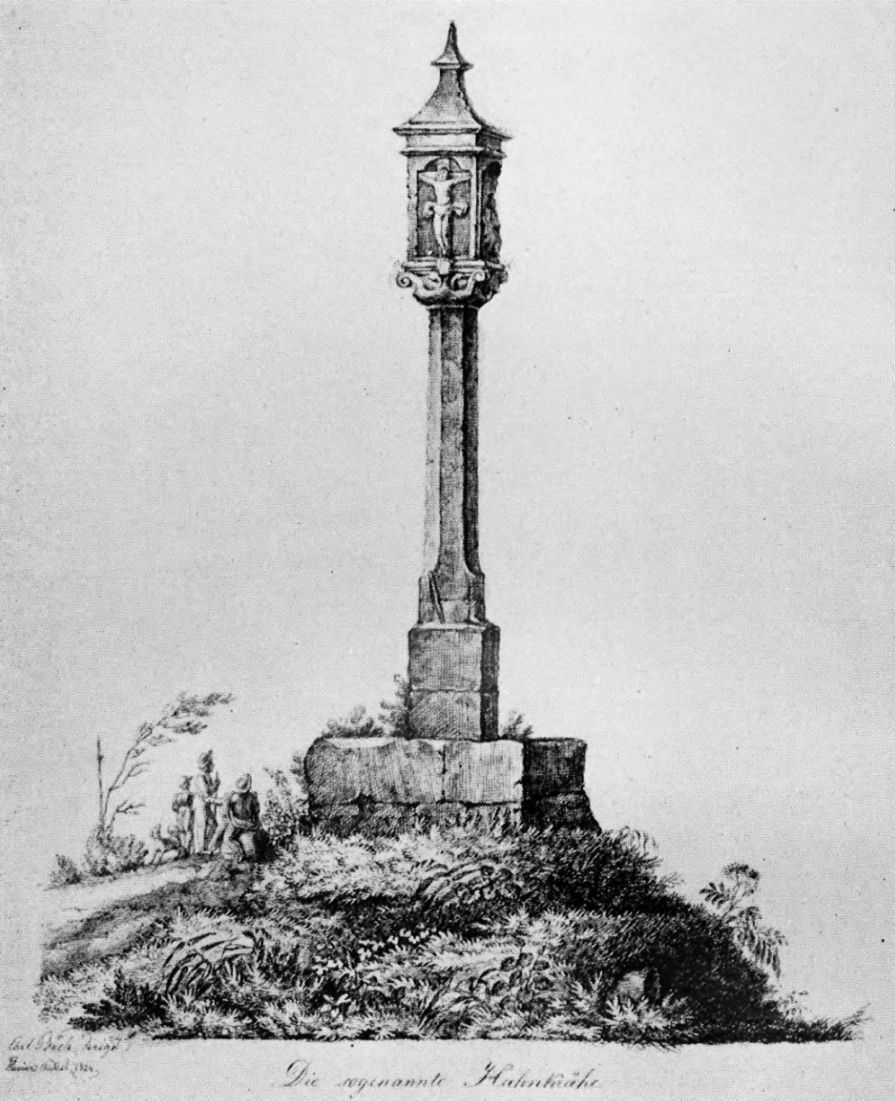
Die Hahnenkrähe nach Heinrich Mützel (1797–1868)

Die Hahnenkrähe (auch Hahnenstein) war ein Bildstock aus Sandstein im Westen von Breslau. Der säulenartige Bildstock im Renaissance-Stil wurde 1555 an der Frankfurter Straße (heute Ecke ul. Legnicka und ul. Zachodnia) vor dem St. Nicolaitor in Richtung Deutsch Lissa aufgestellt und ersetzte einen Vorgänger aus dem Mittelalter. Sie war etwa 3,60 Meter hoch.
Zur Hahnenkrähe gibt es zudem eine alte schlesische Sage. Sie handelt von der Liebe zwischen einem in Breslau arbeitenden Stellmachergesellen und seiner Braut aus Deutsch Lissa. Weitere Sagen berichten von einem Ritter mit dem Namen Henzko von Wiesenburg.

## Geschichte und Beschreibung
Der Bildstock bestand aus einem schlichten Schaft und einem gehäuseartigen Aufbau. Diese zeigte an vier Seiten Motive: Reliefe mit der Kreuzigung Jesu, einem Hahn, einem reitenden Ritter und einem W, für den lateinischen Namen Breslaus wie im Wappen Breslaus. Bei den Abbildungen handelt es sich wohl um christliche Symbole aus der Bibel, ihre genaue Bedeutung ist nicht bekannt. Der darauf abgebildete Hahn könnte auch namensgebend für den Bildstock gewesen sein. Die Säule wechselte öfter den Standort um den Straßenverkehr nicht zu behindern. Zudem soll die Hahnenkrähe ursprünglich als Grenzstein zwischen Breslau und dem Dorf Tschepine (Szczepin) gedient haben.
Die Hahnenkrähe könnte Vorbild für die sechs um 1900 errichteten Jahrhundertsteine gewesen sein.
Um 1945 wurde der Bildstock zerstört oder abgebaut. Das Fundament blieb erhalten, wurde jedoch später bei Straßenbauarbeiten entfernt.